# Uników Poduchowny
Uników Poduchowny est une localité polonaise de la gmina de Złoczew, située dans le powiat de Sieradz en voïvodie de Łódź.